# George Sadowsky
George Sadowsky (Rússia, 30 de setembro de 1936) é um cientista da computação estadunidense.
Em 3 de agosto de 2013, Sadowsky foi induzido no Internet Hall of Fame como Conector Global.